# Перстач потрійний
Перстач потрійний (Potentilla tergemina) — вид квіткових рослин родини трояндових (Rosaceae).

## Поширення
Зростає у Євразії від України до Далекого Сходу.
Це Північно-Східноєвразійський вид, занесений в Україну. Вперше відмічений С. Л. Мосякіним [MOSYAKIN, 1992] в околицях м. Києва (вздовж колій на залізничній станції Київ-Товарний).